# National Baseball Hall of Fame
La National Baseball Hall of Fame è un museo e Hall of fame statunitense di baseball. Si trova a Cooperstown, nello Stato di New York ed è un'istituzione privata creata per lo studio della storia del baseball, in America e nel resto del mondo, e per l'esibizione di materiale sportivo connesso alla storia del baseball e dei suoi protagonisti.
Dalla prima ammissione nel 1936 delle 5 superstar Ty Cobb, Babe Ruth, Honus Wagner, Christy Mathewson e Walter Johnson, all'ultima, del 2015, 312 persone sono state nominate nella Sala della fama, il cui motto è Preservare la storia, onorare l'eccellenza, mettere in contatto le generazioni.

## Membri

### A
- Hank Aaron, giocatore
- Grover Cleveland Alexander, giocatore
- Dick Allen, giocatore – da introdurre nel luglio 2025
- Roberto Alomar, giocatore
- Walter Alston, allenatore
- Sparky Anderson, allenatore
- Cap Anson, giocatore e allenatore
- Luis Aparicio, giocatore
- Luke Appling, giocatore
- Richie Ashburn, giocatore
- Earl Averill, giocatore

### B
- Jeff Bagwell, giocatore
- Harold Baines, giocatore
- Frank "Home Run" Baker, giocatore
- Dave Bancroft, giocatore
- Ernie Banks, giocatore
- Al Barlick, arbitro
- Ed Barrow, allenatore e dirigente
- Jake Beckley, giocatore
- Cool Papa Bell, giocatore
- Adrián Beltré, giocatore
- Johnny Bench, giocatore
- Chief Bender, giocatore
- Yogi Berra, giocatore
- Craig Biggio, giocatore
- Bert Blyleven, giocatore
- Wade Boggs, giocatore
- Jim Bottomley, giocatore
- Lou Boudreau, giocatore
- Roger Bresnahan, giocatore
- George Brett, giocatore
- Lou Brock, giocatore
- Dan Brouthers, giocatore
- Mordecai "Three Finger" Brown, giocatore
- Ray Brown, giocatore
- Willard Brown, giocatore
- Morgan Bulkeley, dirigente NL
- Jim Bunning, giocatore
- Jesse Burkett, giocatore

### C
- Roy Campanella, giocatore
- Rod Carew, giocatore
- Max Carey, giocatore
- Steve Carlton, giocatore
- Gary Carter, giocatore
- Alexander Cartwright, dirigente
- Orlando Cepeda, giocatore
- Henry Chadwick, giornalista sportivo e storico del baseball
- Frank Chance, giocatore e allenatore
- Albert "Happy" Chandler, Commissioner
- Oscar Charleston, giocatore
- Jack Chesbro, giocatore
- Nestor Chylak, arbitro
- Fred Clarke, giocatore e allenatore
- John Clarkson, giocatore
- Roberto Clemente, giocatore
- Ty Cobb, giocatore
- Mickey Cochrane, giocatore
- Eddie Collins, giocatore
- Jimmy Collins, giocatore
- Earle Combs, giocatore
- Charles Comiskey, giocatore, allenatore e proprietario
- Jocko Conlan, giocatore
- Tom Connolly, arbitro
- Roger Connor, giocatore
- Andy Cooper, giocatore
- Stan Coveleski, giocatore
- Bobby Cox, allenatore
- Sam Crawford, giocatore
- Joe Cronin, giocatore, allenatore e dirigente
- Candy Cummings, giocatore
- Kiki Cuyler, giocatore

### D
- Ray Dandridge, giocatore
- George Davis, giocatore
- Andre Dawson, giocatore
- Leon Day, giocatore
- Dizzy Dean, giocatore
- Ed Delahanty, giocatore
- Bill Dickey, giocatore
- Martín Dihigo, giocatore
- Joe DiMaggio, giocatore
- Larry Doby, giocatore
- Bobby Doerr, giocatore
- Barney Dreyfuss, proprietario
- Don Drysdale, giocatore
- Hugh Duffy, giocatore
- Leo Durocher, allenatore

### E
- Dennis Eckersley, giocatore
- Billy Evans, arbitro
- Johnny Evers, giocatore
- Buck Ewing, giocatore

### F
- Red Faber, giocatore
- Bob Feller, giocatore
- Rick Ferrell, giocatore
- Rollie Fingers, giocatore
- Carlton Fisk, giocatore
- Elmer Flick, giocatore
- Whitey Ford, giocatore
- Bill Foster, giocatore
- Rube Foster, giocatore, allenatore e dirigente
- Bud Fowler, dirigente
- Nellie Fox, giocatore
- Jimmie Foxx, giocatore
- Ford Frick, sovrintendente e presidente NL
- Frankie Frisch, giocatore

### G
- Pud Galvin, giocatore
- Lou Gehrig, giocatore
- Charlie Gehringer, giocatore
- Bob Gibson, giocatore
- Josh Gibson, giocatore
- Warren Giles, presidente NL
- Pat Gillick, dirigente
- Tom Glavine, giocatore
- Lefty Gomez, giocatore
- Joe Gordon, giocatore
- Goose Goslin, giocatore
- Rich "Goose" Gossage, giocatore
- Frank Grant, giocatore
- Hank Greenberg, giocatore
- Ken Griffey Jr., giocatore
- Clark Griffith, giocatore, allenatore e proprietario
- Burleigh Grimes, giocatore
- Lefty Grove, giocatore
- Vladimir Guerrero, giocatore
- Tony Gwynn, giocatore

### H
- Chick Hafey, giocatore
- Jesse Haines, giocatore
- Roy Halladay, giocatore
- Billy Hamilton, giocatore
- Ned Hanlon, allenatore
- Will Harridge, presidente AL
- Bucky Harris, allenatore
- Gabby Hartnett, giocatore
- Doug Harvey, arbitro
- Harry Heilmann, giocatore
- Todd Helton, giocatore
- Rickey Henderson, giocatore
- Billy Herman, giocatore
- Whitey Herzog, allenatore
- Pete Hill, giocatore
- Gil Hodges, giocatore
- Trevor Hoffman, giocatore
- Harry Hooper, giocatore
- Rogers Hornsby, giocatore
- Waite Hoyt, giocatore
- Cal Hubbard, arbitro
- Carl Hubbell, giocatore
- Miller Huggins, allenatore
- William Hulbert, arbitro NL
- Catfish Hunter, giocatore

### I
- Monte Irvin, giocatore

### J
- Reggie Jackson, giocatore
- Travis Jackson, giocatore
- Ferguson Jenkins, giocatore
- Hughie Jennings, giocatore e allenatore
- Derek Jeter, giocatore
- Ban Johnson, presidente AL
- Judy Johnson, giocatore
- Randy Johnson, giocatore
- Walter Johnson, giocatore
- Chipper Jones, giocatore
- Addie Joss, giocatore

### K
- Jim Kaat, giocatore
- Al Kaline, giocatore
- Tim Keefe, giocatore
- Willie Keeler, giocatore
- George Kell, giocatore
- Joe Kelley, giocatore
- George Kelly, giocatore
- King Kelly, giocatore
- Harmon Killebrew, giocatore
- Ralph Kiner, giocatore
- Chuck Klein, giocatore
- Bill Klem, arbitro
- Sandy Koufax, giocatore
- Bowie Kuhn, sovrintendente

### L
- Tony La Russa, allenatore
- Nap Lajoie, giocatore
- Kenesaw Mountain Landis, sovrintendente
- Barry Larkin, giocatore
- Tommy Lasorda, allenatore
- Tony Lazzeri, giocatore
- Bob Lemon, giocatore
- Buck Leonard, giocatore
- Jim Leyland, allenatore
- Freddie Lindstrom, giocatore
- John Henry "Pop" Lloyd, giocatore
- Ernie Lombardi, giocatore
- Al López, giocatore e allenatore
- Ted Lyons, giocatore

### M
- Connie Mack, giocatore, allenatore e dirigente
- Biz Mackey, giocatore
- Larry MacPhail, dirigente
- Lee MacPhail, presidente AL
- Greg Maddux, giocatore
- Effa Manley, dirigente
- Mickey Mantle, giocatore
- Heinie Manush, giocatore
- Rabbit Maranville, giocatore
- Juan Marichal, giocatore
- Rube Marquard, giocatore
- Edgar Martínez, giocatore
- Pedro Martínez, giocatore
- Eddie Mathews, giocatore
- Christy Mathewson, giocatore
- Joe Mauer, giocatore
- Willie Mays, giocatore
- Bill Mazeroski, giocatore
- Joe McCarthy, allenatore
- Tommy McCarthy, giocatore
- Willie McCovey, giocatore
- Joe McGinnity, giocatore
- Bill McGowan, arbitro
- John McGraw, giocatore e allenatore
- Fred McGriff, giocatore
- Bill McKechnie, allenatore
- Bid McPhee, giocatore
- Joe Medwick, giocatore
- José Méndez, giocatore
- Marvin Miller, dirigente
- Minnie Miñoso, giocatore
- Johnny Mize, giocatore
- Paul Molitor, giocatore
- Joe Morgan, giocatore
- Jack Morris, giocatore
- Eddie Murray, giocatore
- Stan Musial, giocatore
- Mike Mussina, giocatore

### N
- Hal Newhouser, giocatore
- Kid Nichols, giocatore
- Phil Niekro, giocatore

### O
- Hank O'Day, arbitro
- Walter O'Malley, proprietario
- Buck O'Neil, dirigente
- Jim O'Rourke, giocatore
- Tony Oliva, giocatore
- David Ortiz, giocatore
- Mel Ott, giocatore

### P
- Satchel Paige, giocatore
- Jim Palmer, giocatore
- Dave Parker, giocatore – da introdurre nel luglio 2025
- Herb Pennock, giocatore
- Tony Perez, giocatore
- Gaylord Perry, giocatore
- Mike Piazza, giocatore
- Eddie Plank, giocatore
- Alex Pompez, dirigente
- Cumberland Posey, dirigente
- Kirby Puckett, giocatore

### R
- Charles "Old Hoss" Radbourn, giocatore
- Tim Raines, giocatore
- Pee Wee Reese, giocatore
- Jim Rice, giocatore
- Sam Rice, giocatore
- Branch Rickey, dirigente
- Cal Ripken, Jr., giocatore
- Mariano Rivera, giocatore
- Eppa Rixey, giocatore
- Phil Rizzuto, giocatore
- Robin Roberts, giocatore
- Brooks Robinson, giocatore
- Frank Robinson, giocatore
- Jackie Robinson, giocatore
- Wilbert Robinson, giocatore e allenatore
- Iván Rodríguez, giocatore
- Bullet Rogan, giocatore
- Scott Rolen, giocatore
- Edd Roush, giocatore
- Red Ruffing, giocatore
- Jacob Ruppert, dirigente
- Amos Rusie, giocatore
- Babe Ruth, giocatore
- Nolan Ryan, giocatore

### S
- CC Sabathia, giocatore – da introdurre nel luglio 2025
- Ryne Sandberg, giocatore
- Ron Santo, giocatore
- Louis Santop, giocatore
- Ray Schalk, giocatore
- Mike Schmidt, giocatore
- Red Schoendienst, giocatore
- John Schuerholz, dirigente
- Tom Seaver, giocatore
- Frank Selee, allenatore
- Bud Selig, proprietario e sovrintendente
- Joe Sewell, giocatore
- Al Simmons, giocatore
- Ted Simmons, giocatore
- George Sisler, giocatore
- Enos Slaughter, giocatore
- Hilton Smith, giocatore
- Lee Smith, giocatore
- Ozzie Smith, giocatore
- John Smoltz, giocatore
- Duke Snider, giocatore
- Billy Southworth, allenatore
- Warren Spahn, giocatore
- Albert Spalding, giocatore, allenatore e dirigente
- Tris Speaker, giocatore
- Willie Stargell, giocatore
- Turkey Stearnes, giocatore
- Casey Stengel, allenatore
- Bruce Sutter, giocatore
- Mule Suttles, giocatore
- Don Sutton, giocatore
- Ichiro Suzuki, giocatore – da introdurre nel luglio 2025

### T
- Ben Taylor, giocatore
- Bill Terry, giocatore
- Frank Thomas, giocatore
- Jim Thome, giocatore
- Sam Thompson, giocatore
- Joe Tinker, giocatore
- Joe Torre, allenatore
- Cristóbal Torriente, giocatore
- Alan Trammell, giocatore
- Pie Traynor, giocatore

### V
- Dazzy Vance, giocatore
- Arky Vaughan, giocatore
- Bill Veeck, dirigente e proprietario

### W
- Rube Waddell, giocatore
- Billy Wagner, giocatore – da introdurre nel luglio 2025
- Honus Wagner, giocatore
- Larry Walker, giocatore
- Bobby Wallace, giocatore
- Ed Walsh, giocatore
- Lloyd Waner, giocatore
- Paul Waner, giocatore
- John Montgomery Ward, giocatore
- Earl Weaver, allenatore
- George Weiss, dirigente
- Mickey Welch, giocatore
- Willie Wells, giocatore
- Zack Wheat, giocatore
- Deacon White, giocatore
- Sol White, fondatore
- Hoyt Wilhelm, giocatore
- J.L. Wilkinson, dirigente
- Billy Williams, giocatore
- Dick Williams, allenatore
- Smokey Joe Williams, giocatore
- Ted Williams, giocatore
- Vic Willis, giocatore
- Hack Wilson, giocatore
- Jud Wilson, giocatore
- Dave Winfield, giocatore
- George Wright, giocatore e fondatore
- Harry Wright, allenatore e fondatore
- Early Wynn, giocatore

### Y
- Carl Yastrzemski, giocatore
- Tom Yawkey, proprietario
- Cy Young, giocatore
- Ross Youngs, giocatore
- Robin Yount, giocatore